# Hope Black
Pour les articles homonymes, voir Black.
Hope Black, née MacPherson en 1919 et morte le 25 janvier 2018, est une scientifique, biologiste marin et malacologue australienne.
En 1937, elle commence à travailler au musée national de Victoria et en 1946, elle devient conservatrice des mollusques au musée. Elle est la première femme conservatrice du musée national.
Après son mariage en 1965, elle devient professeur de sciences.